# Özkan Baltacı
Özkan Baltacı (ur. 1 stycznia 1994) – turecki lekkoatleta specjalizujący się w rzucie młotem.
W 2010 podczas kwalifikacji kontynentalnych nie udało mu się awansować do igrzysk olimpijskich młodzieży oraz odpadł w eliminacjach mistrzostw świata juniorów. Srebrny medalista mistrzostw świata juniorów młodszych oraz brązowy festiwalu młodzieży Europy (2011). Złoty medalista mistrzostw Bałkanów w kategorii juniorów oraz reprezentant kraju w pucharze Europy w rzutach oraz drużynowych mistrzostwach Europy.
Rekordy życiowe: młot seniorski o wadze 7,26 kg. – 77,50 (19 czerwca 2019, Bursa); młot o wadze 6 kg. – 81,16 (31 lipca 2013, Ankara) – rekord Turcji juniorów; młot o wadze 5 kg. – 78,90 (28 lipca 2011, Trabzon), jest to rekord Turcji w kategorii juniorów młodszych.

## Osiągnięcia
| Rok  | Impreza                                                    | Miejsce              | Pozycja              | Wynik |
| ---- | ---------------------------------------------------------- | -------------------- | -------------------- | ----- |
| 2010 | Kwalifikacje europejskie do igrzysk olimpijskich młodzieży | Moskwa               | el. – 14. miejsce    | 64,92 |
| 2010 | Mistrzostwa świata juniorów                                | Moncton              | el. – 26. miejsce    | 61,95 |
| 2011 | Mistrzostwa świata juniorów młodszych                      | Lille                | 2. miejsce           | 78,65 |
| 2011 | Letni olimpijski festiwal młodzieży Europy                 | Trabzon              | 3. miejsce           | 78,90 |
| 2012 | Zimowy puchar Europy w rzutach                             | Bar                  | 9. miejsce U23       | 63,63 |
| 2012 | Mistrzostwa świata juniorów                                | Barcelona            | 10. miejsce          | 70,98 |
| 2013 | Zimowy puchar Europy w rzutach                             | Castelló de la Plana | 10. miejsce U23      | 61,68 |
| 2013 | Mistrzostwa Europy juniorów                                | Rieti                | 5. miejsce           | 72,66 |
| 2013 | Mistrzostwa krajów bałkańskich                             | Stara Zagora         | 2. miejsce           | 70,41 |
| 2015 | Zimowy puchar Europy w rzutach                             | Leiria               | 3. miejsce U23       | 69,07 |
| 2015 | Młodzieżowe mistrzostwa Europy                             | Tallinn              | el. – 19. miejsce    | 64,10 |
| 2016 | Puchar Europy w rzutach                                    | Arad                 | 1. miejsce U23       | 72,11 |
| 2016 | Mistrzostwa Europy                                         | Amsterdam            | 9. miejsce           | 71,35 |
| 2017 | Puchar Europy w rzutach                                    | Las Palmas           | 11. miejsce          | 69,92 |
| 2017 | Igrzyska solidarności islamskiej                           | Baku                 | 2. miejsce           | 74,13 |
| 2017 | Mistrzostwa świata                                         | Londyn               | 12. miejsce          | 74,39 |
| 2017 | Uniwersjada                                                | Tajpej               | 5. miejsce           | 73,58 |
| 2018 | Puchar Europy w rzutach                                    | Leiria               | 3. miejsce           | 75,71 |
| 2018 | Mistrzostwa Europy                                         | Berlin               | el. – 19. miejsce    | 71,55 |
| 2019 | Puchar Europy w rzutach                                    | Šamorín              | 13. miejsce          | 70,76 |
| 2019 | Uniwersjada                                                | Neapol               | 1. miejsce           | 75,98 |
| 2019 | I liga drużynowych mistrzostw Europy                       | Sandnes              | 4. miejsce           | 73,40 |
| 2019 | Mistrzostwa świata                                         | Doha                 | el. – 20. miejsce    | 73,19 |
| 2020 | Mistrzostwa krajów bałkańskich                             | Kluż-Napoka          | 2. miejsce           | 73,72 |
| 2021 | Puchar Europy w rzutach                                    | Split                | 7. miejsce           | 72,98 |
| 2021 | Igrzyska olimpijskie                                       | Tokio                | el. – 31. miejsce    | 63,63 |
| 2022 | Mistrzostwa krajów bałkańskich                             | Krajowa              | 3. miejsce           | 74,24 |
| 2022 | Igrzyska śródziemnomorskie                                 | Oran                 | 1. miejsce           | 74,34 |
| 2022 | Mistrzostwa Europy                                         | Monachium            | el. – 22. miejsce    | 70,34 |
| 2023 | Puchar Europy w rzutach                                    | Leiria               | 10. miejsce          | 70,05 |
| 2024 | Puchar Europy w rzutach                                    | Leiria               | 3. miejsce (grupa B) | 73,00 |
| 2024 | Mistrzostwa Europy                                         | Rzym                 | el. – 25. miejsce    | 71,58 |
| 2024 | Igrzyska olimpijskie                                       | Paryż                | el. – 27. miejsce    | 71,40 |
| 2025 | Puchar Europy w rzutach                                    | Nikozja              | 19. miejsce          | 71,44 |
| 2025 | II dywizja drużynowych mistrzostw Europy                   | Maribor              | 2. miejsce           | 74,58 |